# Essentieller Stoff
Ein essentieller Stoff ist eine chemische Verbindung (oder ein chemisches Element), die für einen Organismus lebensnotwendig ist und die er nicht selbst aus anderen Nährstoffen wie Wasser, Fetten oder Aminosäuren synthetisieren kann.
Dieser Artikel listet nur die für den Menschen essentiellen Stoffe auf, für andere Arten sind andere Stoffe essentiell. Mineralien, Spurenelemente, fast alle Vitamine, etliche Aminosäuren und einige mehrfach ungesättigte Fettsäuren sind für Menschen essentiell.

## Aminosäuren
Folgende L-Aminosäuren gelten als für den Menschen essentiell und müssen daher mit der Nahrung aufgenommen werden:
1. Isoleucin
2. Leucin
3. Lysin
4. Methionin
5. Phenylalanin
6. Threonin
7. Tryptophan
8. Valin
9. Arginin (für Kinder und alte Menschen essentiell, sonst semi-essentiell)
10. Histidin (für Kinder essentiell, sonst semi-essentiell)

Semi-essentielle (auch bedingt essentielle) Aminosäuren wie Arginin, Cystein, Glutamin, Histidin oder Tyrosin bildet der Körper zwar selbst. Unter bestimmten Umständen (während der Wachstumsphase) oder aufgrund von schweren Erkrankungen reicht die gebildete Menge nicht mehr aus, sie werden zu essentiellen Aminosäuren.

## Fettsäuren
Für den Menschen sind zwei Fettsäuren essentiell: Linolsäure (eine Omega-6-Fettsäure) und α-Linolensäure (eine Omega-3-Fettsäure). Aus diesen stellt der Körper weitere benötigte Fettsäuren und Folgeprodukte (Eikosanoide) her. Dazu gehören Arachidonsäure, Eicosapentaensäure und Docosahexaensäure. Daher mindert eine Zufuhr eines oder mehrerer dieser Folgeprodukte den Bedarf an den dennoch essentiellen Fettsäuren. Das mag der Grund sein, warum in der Literatur in diesem Zusammenhang gelegentlich die Charakterisierung „begrenzt synthetisierbar“ zu finden ist. Eine Ernährung, die jahrelang frei von Arachidonsäure und Eicosapentaensäure ist, führt jedoch nicht automatisch zu Mangelsymptomen, während Mangel an Linolensäure oder Linolsäure zu deutlichen Mangelerscheinungen führt.
Die Stoffwechselwege, auf denen die wichtigen langkettigen Fettsäuren hergestellt werden, werden durch verschiedene Faktoren beeinflusst:
Dazu gehören z. B. eine übermäßige Aufnahme gesättigter oder einfach ungesättigter Fettsäuren oder auch von Alkohol. Ein Übermaß an Omega-6-Fettsäuren behindert die Verarbeitung von Omega-3-Fettsäuren, da die dafür zuständigen Enzyme (Elongase, Delta-5-Desaturase, Delta-6-Desaturase) beide Stoffklassen verarbeiten.
Die kompetitive Hemmung wirkt auch umgekehrt, doch liegt ein Missverhältnis von Omega-6- zu Omega-3-Fettsäuren praktisch meist auf der Seite der Omega-6-Fettsäuren, da diese oft zu wesentlich größeren Anteilen in der Nahrung enthalten sind.

## Mineralstoffe

### Mengenelemente
- Calcium
- Chlor
- Kalium
- Magnesium
- Natrium
- Phosphor
- Schwefel

### Spurenelemente
Die essentiellen Spurenelemente werden vom Organismus in geringsten Mengen benötigt und sind oftmals bei der Wirkung spezieller Enzymsysteme von Bedeutung (z. B. bei Transaminasen).
- Cobalt (als Bestandteil von Vitamin B12)
- Eisen
- Iod
- Kupfer
- Mangan
- Molybdän
- Selen
- Zink

### Möglicherweise essentielle Spurenelemente
Bei diesen Elementen wird eine biologische Funktion nur vermutet, oder die Zusammenhänge und Notwendigkeit sind noch nicht endgültig geklärt.
- Arsen
- Bor
- Chrom
- Fluor
- Lithium[6]
- Nickel
- Rubidium
- Silicium
- Tellur
- Vanadium
- Zinn

## Vitamine
Per Definition sind alle Vitamine essentiell. Lediglich Vitamin D3 kann der menschliche Organismus aus Cholesterin durch UV-B-Strahlung, wie Sonnenlicht, in begrenzter Menge selbst herstellen, sowie Nicotinsäure (Vitamin B3) aus der essentiellen Aminosäure Tryptophan, wenn auch nicht bedarfsdeckend. Diese beiden Vitamine sind semi-essentiell. Einige Vitamine können in Form von Vorstufen (Provitamine) aufgenommen werden, die vom Körper selbst in Vitamine umgewandelt werden können. Vitamin B12 wird im Dickdarm durch das Mikrobiom zwar synthetisiert, kann zu diesem Zeitpunkt nicht mehr durch den Dünndarm resorbiert werden und wird daher ungenutzt wieder ausgeschieden; daher muss es in ausreichender Menge mit der Nahrung aufgenommen werden.
- Vitamin A
- Vitamin B1
- Vitamin B2
- Vitamin B3
- Vitamin B5
- Vitamin B6
- Biotin (Vitamin B7)
- Folsäure (Vitamin B9)
- Vitamin B12
- Vitamin C
- Vitamin D
- Vitamin E
- Vitamin K

## Essentielle Stoffe im Tierreich

### Ascorbinsäure
Ascorbinsäurebedarf (Vitamin C) besteht außer beim Menschen bei vielen Affen und beim Meerschweinchen.

### Cholin
Für einige Tiere ist die Aufnahme von Cholin mit der Nahrung essentiell. Dies gilt insbesondere für Wiederkäuer, da Cholin nahezu vollständig im Pansen abgebaut wird. Für den Menschen stellt die Aufnahme von Cholin keine Notwendigkeit dar, solange seine Nahrung die Aminosäure Methionin und Folsäure enthält.

### Retinole
Retinole werden teilweise direkt mit der Nahrung aufgenommen oder aus Carotinen (Provitamin A) gebildet, auch beim Menschen, wozu aber nicht alle Tiere in der Lage sind (z. B. Hauskatzen).

### Taurin
Im Gegensatz zum menschlichen Organismus sind Katzen auf eine externe Zufuhr von Taurin angewiesen; Taurin stellt damit eine essentielle Aminosulfonsäure für deren Organismus dar.